# Maria Mut Mandilego
Maria Mut Mandilego (Palma, s.XIX-1947) fou una pedagoga mallorquina.
Estudià a la Institució Lliure d'Ensenyança de Madrid on fou alumna de Guillem Cifre de Colonya (fundador de la Institució Lliure d'Ensenyament de Pollença). Després de tornar a Palma fou mestra parvulista a l'Escola Mercantil, centre laic, liberal i progressista que considerava que dones i homes tenen els mateixos drets amb relació a l'accés a l'ensenyament superior i que es fundà a Palma el 1880.
El 1910, Manuel Salas i Sureda, company de Maria Mut quan aquesta estudiava a Madrid, fou un dels fundadors de l'Escola Catòlica Alemanya, un col·legi mixt que tingué, fins al 1914, una part del professorat alemany. Maria arribà a ser directora i més tard propietària d'aquesta escola.
El 1926 li fou concedida la Medalla del Treball, en reconeixement de cinquanta anys de dedicació a l'ensenyament. Deu anys després del reconeixement, el 1936, l'Escola Catòlica Alemanya tancà les portes i Maria Mut abandonà definitivament la docència. Onze anys després de deixar la tasca docent, el 1947, morí a Palma.
Les seves teories pedagògiques foren molt innovadores en la Mallorca de l'època, fet que, actualment, encara siguin vigents les mostres de reconeixement a la seva tasca. N'és un exemple l'escoleta pública d'educació infantil de Palma que duu el nom de la pedagoga (EEI Maria Mut i Mandilego).